# Генкок (округ, Індіана)
Шаблон:StateAbbr_ 39°49′ пн. ш. 85°46′ зх. д. / 39.82° пн. ш. 85.77° зх. д.
Округ  Генкок (англ. Hancock County) — округ (графство) у штаті  Індіана, США. Ідентифікатор округу 18059.

## Історія
Округ утворений 1827 року.

## Демографія
За даними перепису 
2000 року 
загальне населення округу становило 55391 осіб, зокрема міського населення було 34126, а сільського — 21265.
Серед мешканців округу чоловіків було 27348, а жінок — 28043. В окрузі було 20718 домогосподарств, 16156 родин, які мешкали в 21750 будинках.
Середній розмір родини становив 3,02.
Віковий розподіл населення поданий у таблиці:
| Стать    | До 15 років | 15-21 | 22-29 | 30-39 | 40-49 | 50-65 | 65-85 | Понад 85 |
| -------- | ----------- | ----- | ----- | ----- | ----- | ----- | ----- | -------- |
| Чоловіки | 6227        | 2597  | 2240  | 4261  | 4480  | 4870  | 2482  | 191      |
| Жінки    | 5889        | 2267  | 2269  | 4491  | 4577  | 4997  | 3112  | 441      |

## Суміжні округи
- Медісон — північ
- Генрі — схід
- Раш — південний схід
- Шелбі — південь
- Меріон — захід
- Гамільтон — північний захід

## Виноски
1. ↑  US Decennial Census. US Census Bureau. Архів оригіналу за 12 травня 2015. Процитовано 10 липня 2014.
2. ↑  Historical Census Browser. University of Virginia Library. Архів оригіналу за 11 серпня 2012. Процитовано 10 липня 2014.
3. ↑  Population of Counties by Decennial Census: 1900 to 1990. US Census Bureau. Архів оригіналу за 4 жовтня 2014. Процитовано 10 липня 2014.
4. ↑  Census 2000 PHC-T-4. Ranking Tables for Counties: 1990 and 2000 (PDF). US Census Bureau. Архів оригіналу (PDF) за 18 грудня 2014. Процитовано 10 липня 2014.
5. ↑  Hancock County QuickFacts. US Census Bureau. Архів оригіналу за 7 червня 2011. Процитовано 17 вересня 2011.(англ.) Наведено за англійською вікіпедією.
6. ↑  American FactFinder. Бюро перепису населення США. Архів оригіналу за 21 травня 2008. Процитовано 31 січня 2008.

| США | Це незавершена стаття з географії США. Ви можете допомогти проєкту, виправивши або дописавши її. |